# عوكل (فلم)
عوكل فيلم مصري كوميدي من إنتاج سنة 2004. من إخراج محمد النجار وأيمن شاكر، ومن تأليف سامح سر الختم ومحمد نبوي، وإنتاج أحمد السبكي، ومن بطولة محمد سعد، ونور، وحسن حسني. ويحتل الفيلم المركز الـ50 في قائمة أعلى الأفلام دخلا في مصر.

## قصة الفيلم
عوكل بُرق عبد التواب الجن الكائن بشارع النداغة، حارة الحطامة بالقلعة بعشة فوق السطوح مع جدته أطاطا. يعمل سمكرى سيارات، ويهوى التمثيل، ويحلم بأن يصبح نجمًًا مشهورًا، وينتظر الفرصة التي تحقق آماله، وساعده الريجيسير مكتشف النجوم مجدى وأمده بالكثير من الأدوار، لكنه لم يستر في أي دور منها.
يحب عوكل جارته أوشه أخت مليجي البلطجي لاعب القمار الذي يبتز عوكل ويستولي على أمواله أول بأول بدعوى مهر أوشه، ولما افلس عوكل، وجد مليجي مغفل آخر ليزوج أوشه منه، مما أثار غضب جدته أطاطا فضربت مليجي واخته أوشه في الحارة وفضحتهم. ولكن عوكل أصيب بالإحباط وأفرط في الشراب وظل عدة ليال بدون نوم، حتى أصابه الإعياء، ووجد عربة بها تابوت اخرج الجثة منه لينام مكانها بعد أن استبدل
جاكت الميت، الذي وضعت أحد العصابات بأزراره كمية من الألماظ لتهريبها إلى تركيا، حيث وصل عوكل بداخل التابوت، وجاءت لحظة الدفن وانتظر أفراد العصابة بتركيا انتهاء مراسم الدفن ليستولي على الجاكت، لكنهم فوجئوا بعوكل يخرج من التابوت ويفر هاربًا وتطارده العصابة، والشرطة في بلد لايعرفها، ولا يعرف كيف وصل إليها.
يعثر عوكل على قهوة المصريين في مصادفة سعيدة، ويصاب بالإغماء من شدة التعب، ويستضيفه عمدة المصريين بتركيا، في منزله مع إبنته الشابة شروق. يحاول العمدة الاتصال بالسفارة المصرية لمعرفة أصل عوكل وكيف خرج من مصر وكيف دخل تركيا، استعدادا لإستخراج وثيقة سفر
يعيده بها إلى مصر. كان العمدة على خلاف مع مسعد البلطجي المصرى، الذي حاول الاعتداء على العمدة، ولكن عوكل أنقذه، مما قربه إلى قلب شروق، وأصبحا صديقين لا يفترقان وتحولت علاقتهما إلى حب، خصوصًا بعد ان تمكن عوكل من إعادة سيارة ام شروق المصابة في حادث للحياة مرة أخرى، وساعده العمدة على إصلاح السيارات الميؤس منها، مما حسن أحواله المادية وفكر في الاقتران من شروق، التي قام زعيم عصابة الالماظ بخطفها لإجبار عوكل على رد الالماظ، وتمكن عوكل من إنقاذ شروق وتسليم الالماظ للشرطة، والزواج من شروق، وفي مفاجأة من العيار الثقيل ارسل العمدة لإستدعاء الست أطاطا، والتي أعجبت بالعمدة، فرمت بشباك حسنها حوله.

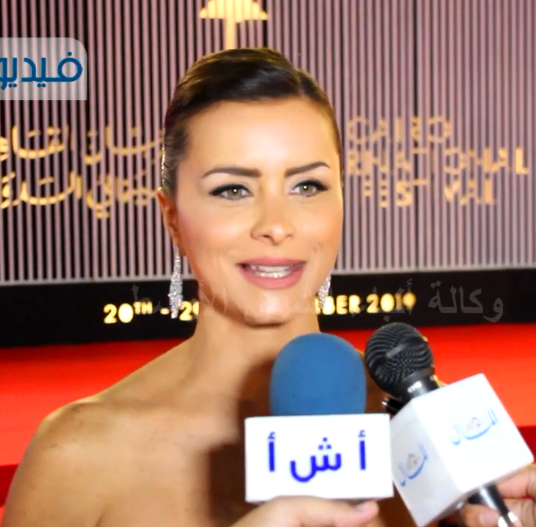
نـور في دور شروق

## بطولة
- محمد سعد بدور عوكل / أطاطا
- نور بدور شروق
- حسن حسني بدور عمدة المصريين ووالد شروق
- علاء مرسي
- طلعت زكريا بدور المليجي
- انتصار بدور أوشا
- محمد يوسف
- سامي العدل
- سيد مصطفى
- غسان مطر
- سعيد طرابيك
- طارق الأمير

## فريق العمل
- إخراج: محمد النجار
- تأليف: سامح سر الختم، محمد نبوي
- إنتاج: السبكي للإنتاج السينمائي (أحمد السبكي - محمد السبكي)
- توزيع: أوسكار - النصر - السبكي للإنتاج السينمائي
- مونتاج: معتز الكاتب
- موسيقى تصويرية: نبيل علي ماهر
- مدير التصوير: محسن نصر

## وصلات خارجية
- مقالات تستعمل روابط فنية بلا صلة مع ويكي بيانات

- صفحة الفيلم في قاعدة بيانات الأفلام العربية